# Alexander Witt
Alexander B. Witt (Santiago, 10 de abril de 1952) es un cineasta chileno nacionalizado estadounidense de Hollywood que ha trabajado desde operador hasta director.

## Biografía
Perteneciente a la tercera generación de una familia germano-chilena, abandonó Chile, primero con destino a México y luego, en 1973, a Europa, donde estudió cine en Alemania.
Comenzó a trabajar en Arriflex, la compañía que hace las cámaras. 
Después de tres años de estadía en Europa, volvió a cruzar el Atlántico, esta vez con destino a Estados Unidos. Dirigió comerciales a fines de los años 1980 y principios de los 90.
En Hollywood ha sido director de segunda unidad en grandes producciones de acción como Casino Royale, Gladiator, Hannibal, Black Hawk Down o Speed.
Su primera película la filmó en 2004 con: Resident Evil: apocalipsis, basada en la popular saga de videojuegos de Capcom. 
Miembro del jurado del Santiago Festival Internacional de Cine 2012.

## Filmografía

### Director
- 2004: Resident Evil: Apocalypse (Resident Evil: Apocalipsis)
- 2023: Sayen

### Cámara y equipo técnico
- 2015: Spectre
- 2015: Terminator Génesis
- 2015: Cinderella
- 2014: Hércules
- 2012: Skyfall
- 2012: Safe House
- 2011: X-Men: primera generación
- 2011: Fast Five
- 2010: The Town
- 2010: Robin Hood
- 2010: Prince of Persia: The Sands of Time
- 2009: The Taking of Pelham 123
- 2007: American Gangster
- 2006: Casino Royale
- 2003: Pirates of the Caribbean: The Curse of the Black Pearl
- 2003: Hollywood: Departamento de homicidios
- 2003: Daredevil
- 2002: xXx
- 2002: El caso Bourne
- 2001: Hannibal
- 2000: Titanes. Hicieron historia
- 2000: Gladiator
- 1999: Inspector Gadget
- 1999: Las fuerzas de la naturaleza
- 1997: Speed 2: Cruise Control
- 1996: Twister
- 1995: Asalto al tren del dinero
- 1995: Alerta máxima 2
- 1995: Causa justa
- 1993: Vidas cruzadas
- 1992: Chaplin
- 1992: Lethal Weapon 3
- 1991: Thelma & Louise
- 1990: La caza del Octubre Rojo
- 1989: Para siempre
- 1989: Black Rain
- 1988: Impulso sensual
- 1987: Leonard Part 6
- 1987: ¿Quién es esa chica?
- 1987: Bigfoot y los Henderson
- 1986: La mujer del jefe
- 1986: En alas de las águilas
- 1985: La joya del Nilo
- 1985: La historia secreta de Mussolini
- 1985: Los señores del acero
- 1985: Wallenberg
- 1984: Pope John Paul II
- 1984: Un ruso en Nueva York
- 1983: Sadat
- 1983: Cujo
- 1982: Slapstick (Of Another Kind)
- 1980: The American Success Company
- 1980: Sufferloh - Von heiliger Lieb und Trutz
- 1979: La tercera generación
- 1977: El huevo de la serpiente

### Segundo director o asistente
- 2015: Spectre
- 2015: Terminator Génesis
- 2015: Cinderella
- 2014: Hércules
- 2012: Code Name Oracle
- 2012: Skyfall
- 2012: Safe House
- 2011: X-Men: primera generación
- 2011: Fast Five
- 2010: The Town
- 2010: Robin Hood
- 2010: Prince of Persia: The Sands of Time
- 2009: The Taking of Pelham 123
- 2008: Como locos... a por el oro
- 2007: American Gangster
- 2006: Casino Royale
- 2006: Ella es el chico
- 2005: Aeon Flux
- 2004: Hidalgo: océanos de fuego
- 2003: Pirates of the Caribbean: The Curse of the Black Pearl
- 2003: Hollywood: Departamento de homicidios
- 2003: The Italian Job
- 2003: Daredevil
- 2002: xXx
- 2002: El caso Bourne
- 2001: Black Hawk
- 2001: Hannibal
- 2000: Titanes. Hicieron historia
- 2000: Gladiator
- 1999: Inspector Gadget
- 1999: Las fuerzas de la naturaleza
- 1998: Expediente X
- 1997: Mensajero del futuro
- 1997: Speed 2: Cruise Control
- 1996: Twister
- 1995: Asalto al tren del dinero
- 1994: Speed

### Director de fotografía
- 2014: Kick
- 2008: Red de mentiras
- 1998: Tina Gets Her Man
- 1982: Die Nacht des Schicksals

### Actor
- 2008: Relatos mortales
- 2004: Resident Evil 2: Apocalipsis
- 1999: Inspector Gadget